# Sunchu Pampa
Sunchu Pampa ist eine Ortschaft im Departamento Cochabamba im südamerikanischen Andenstaat Bolivien.

## Lage im Nahraum
Sunchu Pampa liegt in der Provinz Punata und ist zentraler Ort des Cantón Sunchu Pampa im Municipio San Benito. Die Ortschaft liegt am Nordrand einer 15 × 25 Kilometer großen fruchtbaren Ebene auf einer Höhe von 2715 m, zwölf Kilometer südlich des Cerro Tuti (4102 m), der höchsten Erhebung zwischen San Benito und Cochabamba, der Hauptstadt des gleichnamigen Departamentos.

## Geographie
Sunchu Pampa liegt im Übergangsbereich zwischen dem bolivianischen Altiplano im Westen und dem bolivianischen Tiefland im Osten.
Die mittlere Durchschnittstemperatur der Region liegt bei knapp 18 °C (siehe Klimadiagramm Cochabamba) und schwankt nur unwesentlich zwischen 14 °C im Juni und Juli und 20 °C im November. Der Jahresniederschlag beträgt etwa 450 mm, bei einer ausgeprägten Trockenzeit von Mai bis September mit Monatsniederschlägen unter 10 mm, und einer Feuchtezeit von Dezember bis Februar mit 90 bis 110 mm Monatsniederschlag.

## Verkehrsnetz
Sunchu Pampa liegt in einer Entfernung von 45 Straßenkilometern südöstlich von Cochabamba, der Hauptstadt des Departamentos.
In Cochabamba nimmt die asphaltierte Nationalstraße Ruta 7 ihren Anfang, die von hier aus die östlich gelegene Cordillera Oriental auf ihrem Weg ins Tiefland durchquert und mit einer Gesamtlänge von 488 Kilometern über die Städte Tolata und Samaipata bis in die Tieflandmetropole Santa Cruz führt. Neununddreißig Kilometer östlich von Cochabamba passiert die Ruta 7 das Zentrum der Ortschaft San Lorenzo, knapp zwei Kilometer später zweigt eine Nebenstraße in südwestlicher Richtung ab und erreicht Sunchu Pampa nach weiteren vier Kilometern.

## Bevölkerung
Die Einwohnerzahl der Ortschaft ist in dem Jahrzehnt zwischen den beiden letzten Volkszählungen um ein Fünftel zurückgegangen:
| Jahr | Einwohner          | Quelle       |
| ---- | ------------------ | ------------ |
| 1992 | Detaildaten fehlen | Volkszählung |
| 2001 | 627                | Volkszählung |
| 2012 | 503                | Volkszählung |
| 2024 |                    | Volkszählung |

Die Region weist einen hohen Anteil an Quechua-Bevölkerung auf, im Municipio San Benito sprechen 90,7 Prozent der Bevölkerung Quechua.